# Brachythecium nitidissimum
Brachythecium nitidissimum là một loài rêu trong họ Brachytheciaceae. Loài này được Dixon & P. de la Varde mô tả khoa học đầu tiên năm 1927.